# Scară (arhitectură)

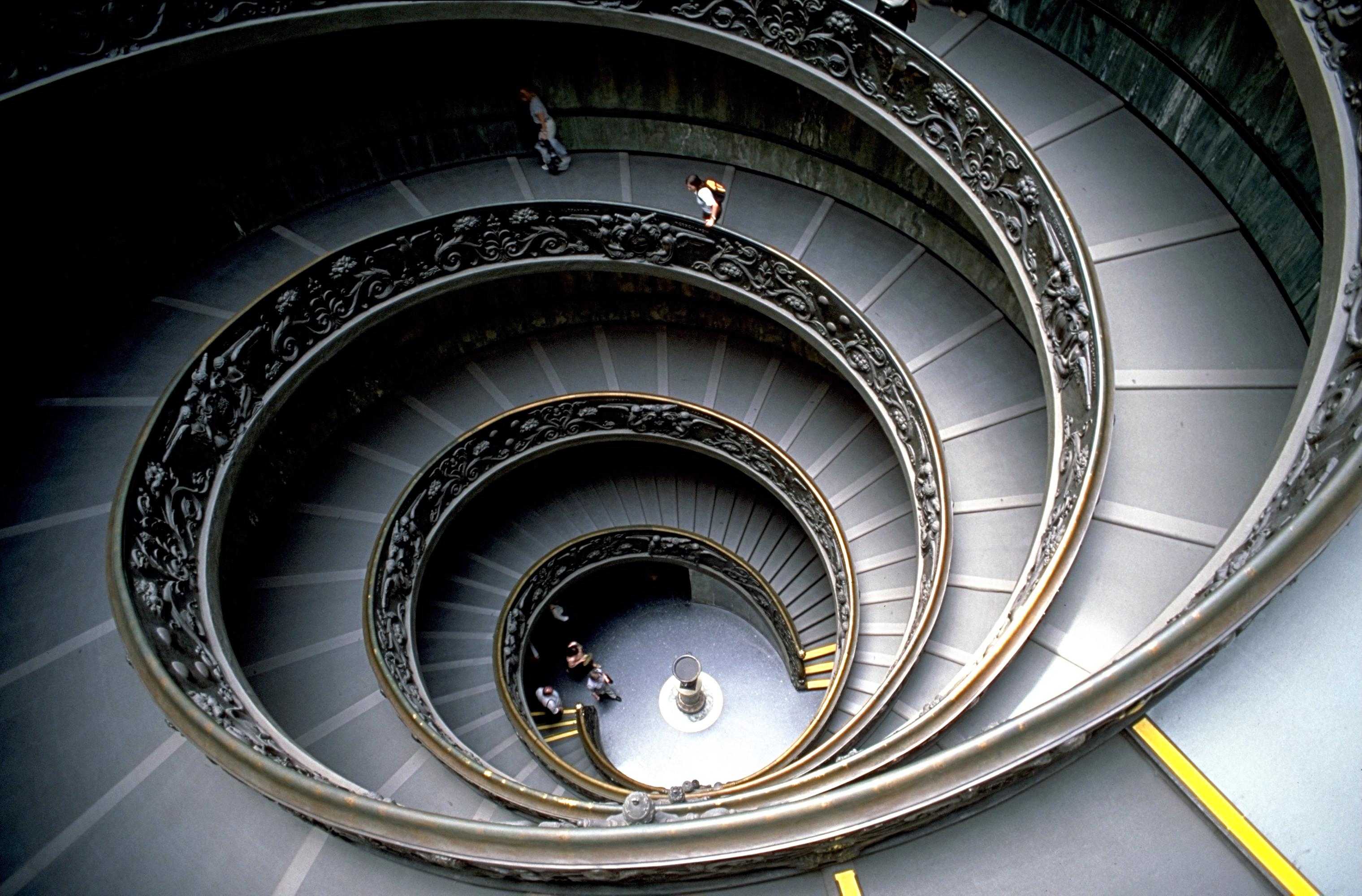
Scări din Muzeul Vatican

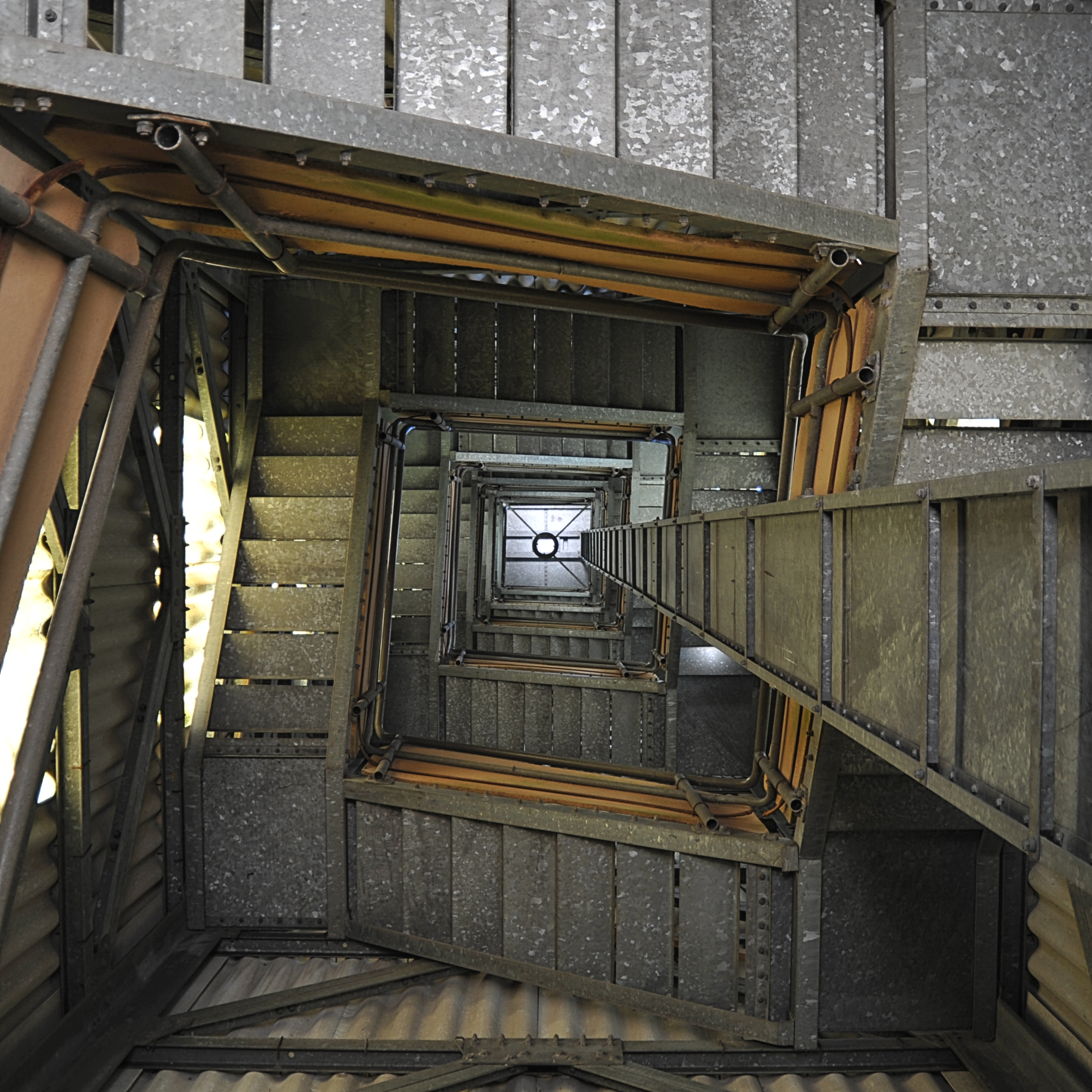
Scări din oţel

Scara reprezintă o construcție formată dinr-un șir de plăci plate, mai mari sau mai mici, pe care, cu ajutorul picioarelor, ne putem deplasa, în sus și în jos, de la un nivel la altul. Scările sunt elemente arhitecturale ale construcțiilor. Denumirea provine din cuvântul latin „scala”.
Scările pot fi construite din diverse materiale: piatră, lemn, metal, beton, material plastic, sticlă, marmură etc.